# Il figlio del mandarino
Il figlio del mandarino è un'opera comica in un atto di Cezar' Antonovič Kjui, composta nel 1859. Il libretto, che include parti di dialogo parlato, è attribuito a Viktor Krylov. 

## Storia della composizione
Il lavoro fu influenzato non poco dal compositore francese Daniel Auber, in particolare dalla sua opera comica Il cavallo di bronzo, che ha un'ambientazione simile ed era rappresentata a San Pietroburgo in quel periodo. Kjui dedicò l'opera a sua moglie, Mal'vina Rafailovna Bamberg, con cui si era sposato l'anno prima. L'orchestrazione dell'opera è attribuita a Milij Balakirev. Il figlio del mandarino ebbe una prima esecuzione "casalinga" a San Pietroburgo, nell'abitazione di parenti di Kjui, il 22 febbraio (6 marzo) 1859 con accompagnamento al pianoforte. Modest Petrovič Musorgskij interpretò il mandarino e la stessa Mal'vina la figlia del locandiere. La prima esecuzione pubblica ebbe luogo il 7 (19) dicembre, presso il Club degli artisti (in russo Клуб художников), sempre a San Pietroburgo, e divenne una delle poche opere di Kjui a essere popolari nella Russia imperiale. Poco dopo la morte del compositore, tuttavia, l'opera scomparve dal repertorio. È stata riproposta nel 1998 dal teatro di musica da camera Pokrovskij a Mosca, in una produzione modificata.

## Trama
L'azione si svolge in una locanda in Cina.
La trama è molto semplice: il locandiere scopre che sua figlia Iedi, da lui promessa in sposa al suo servitore Zai-Sang, è innamorata dell'altro suo servitore Muri, perciò ordina a Muri di andarsene. Nel frattempo giunge un mandarino, in cerca del figlio che ha perso da molto tempo, che risulta essere proprio Muri. L'opera si conclude con le nozze di Muri e Iedi.